# Новая Студенка
 Новая Студенка  — поселок в Пачелмском районе Пензенской области. Входит в состав Новотолковского сельсовета.

## География
Находится в западной части Пензенской области на расстоянии приблизительно 9 км на восток от районного центра посёлка Пачелма.

## История
Основан в начале XX века как выселок из Старой Студенки. В 1911 году — деревня Студенка Фролова Верхнеломовской волости Нижнеломовского уезда, 12 дворов. В 1955 году колхоз имени Куйбышева. В 2004 году — 3 хозяйства.

## Население
Численность населения: 65 человек (1911 год), 318 (1930 год), 170 (1939), 207 (1959), 43 (1979), 15 (1989), 8 (1996). Население составляло 6 человек (русские 100 %) в 2002 году, 4 в 2010.